# Tales of the Jedi (sèrie de televisió)
Tales of the Jedi és una sèrie d'antologia animada estatunidenca basada en l'univers de La Guerra de les Galàxies creada per Dave Filoni i Charles Murray per al servei de reproducció en línia Disney+. Explora diferents personatges Jedi de l'era de la trilogia preqüela. La sèrie està produïda per Lucasfilm Animation.
Filoni va començar a escriure la sèrie mentre treballava a la sèrie de La Guerra de les Galàxies The Mandalorian, i va revelar els primers detalls oficials al respecte el maig de 2022. Consta de sis episodis dividits en dos "camins", un seguint el personatge Ahsoka Tano i l'altre que representa el comte Dooku. Liam Neeson, Micheál Richardson, Janina Gavankar, Matt Lanter i Ashley Eckstein proporcionen veus per a la sèrie, que utilitza el mateix estil d'animació que les sèries anteriors de Filoni, Star Wars: The Clone Wars i The Bad Batch.
Tales of the Jedi es va estrenar amb tots els episodis el 26 d'octubre de 2022. Cada episodi té una durada aproximada de 15 minuts.

## Premissa
Cada episodi de Tales of the Jedi explica una història breu de l'època de la trilogia preqüela de Star Wars. Els sis episodis es divideixen en dos "camís": el primer segueix a Ahsoka Tano a través de diversos moments de la seua vida, i l'altre que representa un jove comte Dooku abans de la seua caiguda al costat fosc de la Força.

## Repartiment
- Ashley Eckstein com a Ahsoka Tano
- Corey Burton com el Comte Dooku: un antic Jedi que es va desil·lusionar amb l'Ordre Jedi i va caure al costat fosc.
- Janina Gavankar com a Pav-ti: la mare d'Ahsoka Tano
- Micheál Richardson com a jove Qui-Gon Jinn: antic aprenent Jedi de Dooku.
- TC Carson com a Mace Windu
- Ian McDiarmid com a Darth Sidious: el Senyor Fosc dels Sith que es va convertir en el mestre Sith del Comte Dooku.
- Liam Neeson com a Qui-Gon Jinn
- Phil LaMarr com a Bail Organa: senador d'Alderaan.
- Clancy Brown com a un inquisidor
- Matt Lanter com a Anakin Skywalker: el mestre Jedi d'Ahsoka Tano.
- James Arnold Taylor com a Obi-Wan Kenobi: el mestre Jedi d'Anakin Skywalker.
- Bryce Dallas Howard com a Yaddle

## Episodis
| Núm. | Títol                    | Direcció             | Guió                         | Data d'estrena original |
| ---- | ------------------------ | -------------------- | ---------------------------- | ----------------------- |
| 1    | «Life and Death»         | Nathaniel Villanueva | Dave Filoni                  | 26 d'octubre de 2022    |
| 2    | «Justice»                | Saul Ruiz            | Dave Filoni                  | 26 d'octubre de 2022    |
| 3    | «The Sith Lord»          | Saul Ruiz            | Dave Filoni                  | 26 d'octubre de 2022    |
| 4    | «Practice Makes Perfect» | Saul Ruiz            | Dave Filoni                  | 26 d'octubre de 2022    |
| 5    | «Coda»                   | Saul Ruiz            | Dave Filoni                  | 26 d'octubre de 2022    |
| 6    | «Choices»                | Charles Murray       | Charles Murray i Élan Murray | 26 d'octubre de 2022    |